# Nòrdic-gaèlics
Nòrdic-gaèlics o hiberno-nòrdics fa referència a la població escandinava procedent de les incursions vikingues que es van assentar a Irlanda, Escòcia, Gal·les, Hèbrides, Òrcades i Man com a part del procés d'expansió i colonització durant l'era vikinga i que va durar uns 300 anys (789-1100).
També anomenats Gall-Ghàidheil, la traducció del qual seria "gaels estrangers" (o forasters) i no era exclusiu per als estrangers nòrdics sinó que era un terme genèric per als estrangers en general, no a un grup ètnic concret. Aquest terme va patir moltes variacions segons el moment cronològic i diferències geogràfiques en les llengües goidèliques, per exemple Gall Gaidel, Gall Gaidhel, Gall Gaidheal, Gall Gaedil, Gall Gaedhil, Gall Gaedhel, Gall Goidel, etc. El qualificatiu modern en irlandès és Gall-Ghaeil, mentre que en escocès és Gall-Ghàidheil. Això no obstant, sí que es diferenciava la procedència dels escandinaus, mentre que Fionnghaill (forasters rossos) es referia als colons d'ascendència noruega, Dubhghaill (forasters morenos) eren d'ascendència danesa.
Com passava allà on s'assentaven permanentment els escandinaus, es va produir amb el temps un sincretisme cultural i assimilació de la llengua local com pròpia, procés que es va iniciar al segle ix. El cas dels normands a França merovíngia és el més conegut.

## Història

### Irlanda
El primer testimoni de l'arribada dels nòrdics s'inicia el 795 amb el saqueig de l'illa de Lambay. Altres incursions segueixen fins al 832, quan comencen les construccions de fortaleses en els seus assentaments permanents per tot el país. Les expedicions són constants al llarg del segle x, però també la resistència de la població local. Neixen petits regnes, ciutats estat: 
- Regne de Dublín
- Regne de Cork
- Regne de Limerick
- Regne de Waterford
- Regne de Wexford

Aquests regnes no sobreviurien amb les invasions normandes del segle xii, encara que les ciutats van continuar creixent i prosperant. Els escandinaus van patir severes derrotes per part de Máel Sechnaill mac Domnaill, i el 1014 Brian Boru va acabar amb la supremacia dels homes del nord a la batalla de Clontarf, i van ser finalment absorbits a la vida religiosa i política de l'illa.

### Escòcia, Mann i les Illes
Els nòrdic-gaèlics van dominar el mar d'Irlanda fins a la invasió normanda del segle xii, fundant regnes i dinasties que van perdurar durant generacions com l'illa de Man, illes Òrcades, illes Hèbrides, illes Shetland, així com Argyll, Galloway, Caithness i  Sutherland al nord d'Escòcia i en alguns períodes el poder dels cabdills vikings també es va estendre a Jórvik a Anglaterra.
D'aquesta població mixta, procedeixen els famosos gallowglass («soldats estrangers»), un exèrcit mercenari que va servir la corona d'Irlanda des de principis del segle xiii fins a mitjan segle xvi. En finalitzar el seu servei, la majoria es van establir en territori irlandès.

### Islàndia i les Illes Fèroe
Tal com es recull a Landnámabók (llibre de l'Assentament) hi va haver una presència de papar en Islàndia abans de l'arribada de la colonització escandinava, més o menys confirmat pels comentaris de Dicuil. Malgrat tot, a falta de registres arqueològics és una conjectura emparada només per escrits contemporanis encara que és cert que tant Islàndia com les illes Fèroe van tenir una important presència de nòrdic-gaèlics, bé com a colons, esclaus, servents o esposes. A aquesta població nomenada Vestmen (Gaels), un apel·latiu que es conserva a la ciutat feroesa de Vestmanna, i Vestmannaeyjar a Islàndia on es diu que arribaven els thralls (esclaus) irlandesos que fugien de la seva captivitat. Tanmateix, Vestman pot referir-se només als colons procedents de les illes occidentals escandinaves.
A les sages nòrdiques apareixen diversos personatges d'origen gaèlic, per exemple Njáll Þorgeirsson de la saga de Njál. Niall és un nom propi d'origen gaèlic. Patreksfjörður a Islàndia, té el seu origen en el nom Padraig. I diversos emplaçaments tenen noms relacionats amb els monjos nòrdic -gaèlics papar, a Islàndia i les illes Fèroe.
Grímur Kamban, considerat el descobridor i primer colon de les illes Fèroe, va poder ser d'origen nòrdic -gaèlic. Segons la Saga dels feroesos el primer colon a assentar-se a les illes Fèroe va ser Kamban - Hann bygdi fyrstr Færeyar, que al costat dels seus seguidors va obligar els anacoretes (papar) a l'abandonament de les seves posicions. El sobrenom Kamban té probablement un origen gaèlic i una interpretació, és que es refereixi a una certa malformació física, encara que també pot referir-se a una condició atlètica i valor com a esportista. És força probable que fos un jove procedent de la  Irlanda vikinga i segons la tradició local el seu establiment va ser a Funningur, Eysturoy.